# Coleophora affiliatella
Coleophora affiliatella é uma espécie de mariposa do gênero Coleophora pertencente à família Coleophoridae.